# 杨贞妇
杨贞妇，明朝女性人物，潼关卫人。
杨氏许嫁郭恒。万历初年，郭恒客游湖南，久久不归。杨氏的父亲准备接受其他人的聘礼，杨氏不同意，剪掉头发自己守节。家中有岩壁，在墙上挖洞居住，用布袋吊下供应饮食，如此经过了二十六年。郭恒回来后，二人才成婚。